# Achillessehnenentzündung
Die Achillessehnenentzündung oder Achillessehnen-Tendinitis (von Tendinitis = Sehnenentzündung) ist eine besonders bei Sportlern häufige Entzündung der Achillessehne an ihrem Ansatz am Fersenbein und gehört zu den Insertionstendopathien bzw. Enthesiopathien. Sie wird wegen ihres häufigen Vorkommens bei Sprungsportarten sowie bei Läufern auch Läuferferse (engl.: runner’s heel) bezeichnet.

## Ursache
Eine Achillessehnenentzündung kann durch eine plötzliche starke Steigerung des sportlichen Trainings ausgelöst werden, besonders bei Lauf- und Sprungsportarten, wie Mittel- und Langstreckenlauf, Fußball, Basketball, Tennis u. a. Auslösende Faktoren können auch ungeeignetes Schuhwerk, neue Trainingsübungen sowie ein lokales Trauma sein. Bei einer verkürzten Wadenmuskulatur besteht beim Gehen dauerhaft ein erhöhter Zug an der Achillessehne, was eine zusätzliche Belastung des Sehnenansatzes darstellt. Am häufigsten kommt die Achillessehnenentzündung bei 30- bis 50-Jährigen vor, bei Männern deutlich häufiger.
Eine Achillessehnenentzündung kann auch im Rahmen rheumatischer Erkrankungen, besonders bei Spondyloarthritiden, vermehrt auftreten. Ebenso sind entzündliche Achillessehnenveränderungen auch im Rahmen einer Fibromyalgie häufig.
Auch durch die Einnahme eines Fluorchinolonantibiotikums kann selten eine Achillessehnenentzündung ausgelöst werden.

## Diagnose
Schmerzen sind das Hauptsymptom, sie treten anfangs oft schwach und als Anlaufschmerz auf, später durchgehend beim Gehen, Laufen und Springen und als Ruheschmerz nach stärkerer Belastung. Eine Dehnung der Achillessehne z. B. in der Hocke kann Schmerzen provozieren, aber auch stärkere Belastungen der Achillessehne wie beim Springen und Laufen verstärken die Schmerzen.
Bei der Untersuchung besteht ein deutlicher Druckschmerz am Sehnenansatz am Fersenbein, manchmal vor allem im Bereich vor der Achillessehne. Schmerzen lassen sich als Dehnungs- und Widerstandsschmerz provozieren, z. B. beim Versuch, im Einbeinstand auf die Zehenspitze zu kommen. Gelegentlich zeigt sich eine Schwellung, selten eine Rötung. Oftmals findet sich auch eine Verkürzung der Achillessehne oder zumindest des auf zwei Gelenke einwirkenden Musculus gastrocnemius.
Darüber hinaus finden sich häufig Fehlstellungen des Fußes, wie ein Knickfuß mit vermehrter Valgusabweichung der Ferse und ein Senkfuß mit vermindertem Längsgewölbe, wobei diese Fehlstellungen insgesamt sehr häufig sind und ein Zusammenhang wissenschaftlich nicht sicher belegt ist.
Zur weiteren Diagnostik können Ultraschall oder die Kernspintomographie eingesetzt werden, die den Entzündungsprozess darstellen können. Auf Röntgenaufnahmen sieht man allenfalls die Schwellung im Weichgewebe und gelegentlich eine unregelmäßige Knochenabgrenzung am Sehnenansatz am Fersenbein. Bei chronischen Beschwerden können auch Verkalkungen (Kalzifikationen) im ansatznahen Bereich der Sehne auftreten. Auch eine Szintigraphie kann bei einer fortgeschrittenen Tendinitis eine Mehranreicherung des Fersenbeins am Sehnenansatz zeigen.

## Differenzialdiagnose
Im Bereich der Ferse gibt es zahlreiche weitere Veränderungen, die mit einer Tendinitis der Achillessehne verwechselt werden können:
- Bursitis achillea: Unter der Haut am Fersenhöcker kann eine Schleimbeutelentzündung vor allem durch Druck des Schuhs entstehen, ebenso bei einer Hyperurikämie im Rahmen einer Gicht. Dabei sind jedoch keine Schmerzen bei Anspannung der Achillessehne zu erwarten, ebenso wenig Schmerzen vor der Achillessehne
- Achillodynie: Bei dieser degenerativen Veränderung zeigt die Sehne eine schmerzhafte Verdickung etwa im Bereich von vier bis zehn Zentimetern oberhalb des Sehnenansatzes, aber nicht direkt am Sehnenansatz selbst. Die degenerative Sehnenveränderung kann sich lokal auch entzünden, vor allem ist an dieser Stelle auch ein verschleißbedingter Sehnenriss möglich.
- Apophysitis calcanei, auch als Morbus Sever-Haglund oder manchmal als Haglund-Syndrom bezeichnet, ist eigentlich eine Knochennekrose bei heranwachsenden Sportlern. Vor Schluss der Wachstumsfuge an der Fersenkappe kann sich durch zu starken Zug bei Sportlern, besonders im Wachstumsschub, die Fersen-Apophyse (Fersenkappe) entzünden und ein Knochenmarködem ausbilden. Dabei liegt aber im eigentlichen Sinn keine Sehnenentzündung vor. Die Apophysitis ist selbstheilend und benötigt nur eine vorübergehende Entlastung mit einer Sportpause.

## Therapie
In der schmerzhaften Akutphase erfolgt die Behandlung wie bei anderen Sehnenentzündungen auch nach dem PECH-Schema, mit schmerzadaptierter Sportpause, Kühlen und lokaler Kompression. Ein Entzündungshemmer kann lokal angewandt oder systemisch eingenommen werden.
Hilfreich kann auch die vorübergehende Verwendung von beiderseitigen Fersenkeilen oder von Schuhen mit leichtem Absatz sein, da dadurch der Zug auf die Achillessehne beim Gehen reduziert wird.
Verfahren der Physiotherapie und der physikalischen Therapie haben zum Ziel, die Dehnung der Achillessehne und des Musculus triceps surae zu verbessern, die Schmerzen zu lindern und die Durchblutung für eine bessere Regeneration zu steigern. Dabei können verschiedene Verfahren eingesetzt werden:
- Längsdehnung durch aktives Anspannen der Antagonisten (Dorsalextensoren), passives Dehnen und spezielle Dehntechniken, auch als Eigen-/Selbstübungen
- Querfriktion der Sehne und des Muskelbauchs
- Detonisierungen durch klassische Massage, Bindegewebsmassage oder Faszientechniken, weiche Ausstreichungen und Wärmeanwendungen an der verspannten Muskulatur, wie die heiße Rolle – die Wärme sollte jedoch nicht auf dem entzündeten Bereich angewandt werden
- Manuelle Medizin, chirotherapeutische und osteopathische Anwendungen
- Elektrotherapie mit mittelfrequentem Wechselstrom, mit einer Interferenzregulationstherapie, mit diadynamischen Strömen oder mit einem TENS-Gerät zur Schmerzlinderung
- Ultraschall
- Stoßwellentherapie

Bei starken persistierenden Beschwerden kann auch eine Cortison-Injektion in den prätendinösen Bereich erfolgen, die jedoch nicht in die Sehne appliziert werden darf.
Nach Abklingen der akuten Schmerzen schließt sich ein langsames sportliches Ausdauer- und Aufbautraining an, mit isometrischen Anspannungsübungen und mit leichten repetitiven Belastungsübungen unterhalb der Schmerzgrenze und anfangs mit Vermeidung von Spitzenbelastungen. Trotzdem sind erneute Schmerzschübe häufig und dann erneut wie in der Akutphase zu behandeln.
Zur Prophylaxe eignen sich repetitive Dehnungs- und Aufwärmübungen, besonders leichtes Sprungtraining, zur Verbesserung der Elastizität.